# Virginia Patton
Virginia Ann Patton (* 25. Juni 1925 in Cleveland, Ohio; † 18. August 2022 in Albany, Georgia) war eine US-amerikanische Schauspielerin und Unternehmerin, deren Filmkarriere von 1943 bis 1949 andauerte. Ihre bekannteste Rolle ist die der Ruth Bailey in Frank Capras Ist das Leben nicht schön? aus dem Jahr 1946. Patton spielte in insgesamt 15 Filmen mit.

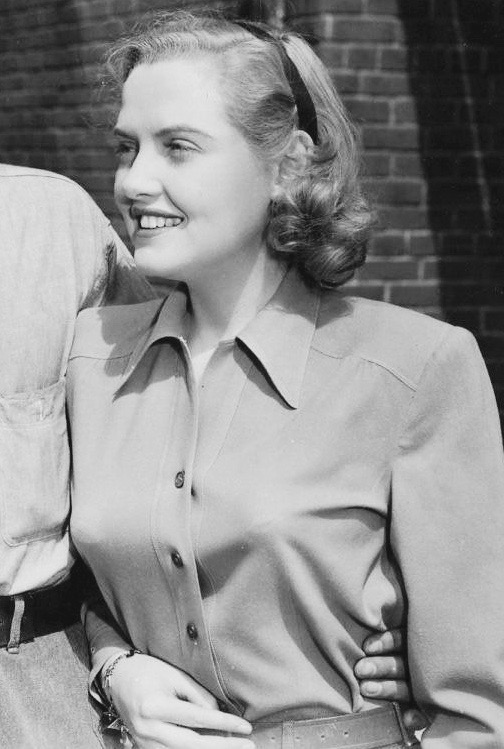
Virginia Patton im Film „Black Eagle“, 1948

## Leben
Virginia Ann Patton wurde am 25. Juni 1925 in Cleveland geboren und wuchs in Portland auf. Ihr Onkel war der US-amerikanische General George S. Patton. Sie machte ihren Abschluss an der Jefferson High School, ehe sie nach Los Angeles zog und dort die University of Southern California besuchte.
Während ihres Studiums bewarb sich Patton bei mehreren Castings von Filmstudios. Zuvor wirkte sie bereits in mehreren Theaterstücken mit und arbeitete dabei unter anderem mit William C. de Mille zusammen. Ihre erste kleine Filmrolle bekam sie 1943 in Thank Your Lucky Stars. Ihren ersten größeren Filmauftritt erhielt Patton 1944 als Carrie Lou in Janie. Im selben Jahr gehörte sie zu den zahlreichen Darstellern, die einen kurzen Auftritt in der starbesetzten Musikkomödie Hollywood Canteen hatten.
Ihre bekannteste Rolle verkörperte Patton 1946 als Ruth Bailey in Ist das Leben nicht schön? an der Seite von James Stewart und ihrem Filmpartner Todd Karns. Des Weiteren spielte sie die Hauptrolle in dem 1948 erschienenen Western Black Eagle. In ihrer insgesamt sechs Jahre umfassenden Laufbahn drehte Patton insgesamt 15 Filme. 1949 zog sie sich von ihrer Tätigkeit als Schauspielerin zurück.
Virginia Patton war seit 1949 bis zu dessen Tod im Jahr 2018 mit Cruse W. Moss verheiratet. Nach ihrer Hochzeit gab sie die Schauspielerei auf und zog mit ihrem Mann nach Ann Arbor, um sich künftig ihrer Familie zu widmen. Sie besuchte später die University of Michigan und wurde Präsidentin der von ihr gegründeten Investmentgesellschaft The Patton Corporation. Patton gab bis ins hohe Alter Interviews über ihre Zeit als Schauspielerin. Patton galt als die letzte noch lebende erwachsene Darstellerin aus Ist das Leben nicht schön? (von den Kinderdarstellern lebt unter anderem noch Karolyn Grimes).
Virginia Patton nahm auch im hohen Alter noch an Veranstaltungen über Ist das Leben nicht schön? teil. So war sie im Dezember 2012 Ehrengast bei einer Aufführung des Films im Penn Theatre in Plymouth (Michigan). Für ihre Rolle der Ruth Bailey erhielt Patton im Oktober 2013 den ersten Spirit of Christmases Past, Present & Future Award, der seitdem jährlich vom St. Nicholas Institute in Michigan verliehen wird. Virginia Patton starb im August 2022 im Alter von 97 Jahren in Albany, wo sie zuletzt in einer Einrichtung für betreutes Wohnen gelebt hatte.

## Filmografie
- 1943: Thank Your Lucky Stars
- 1943: In Freundschaft verbunden (Old Acquaintance)
- 1944: Roaring Guns
- 1944: Grandfather’s Follies
- 1944: Janie
- 1944: The Last Ride
- 1944: Hollywood Canteen
- 1945: Der Engel mit der Trompete (The Horn Blows at Midnight)
- 1946: Feuer am Horizont (Canyon Passage)
- 1946: Eine Lady für den Gangster (Nobody Lives Forever)
- 1946: Ist das Leben nicht schön? (It's a Wonderful Life)
- 1947: Ku Klux Klan – Banditen in Maske (The Burning Cross)
- 1947: Ein Doppelleben (A Double Life)
- 1948: Black Eagle
- 1949: The Lucky Stiff